# Gucheng (socken i Kina, Inre Mongoliet, lat 41,15, long 107,48)
Gucheng (kinesiska: 古城, 古城乡) är en socken i Kina. Den ligger i den autonoma regionen Inre Mongoliet, i den norra delen av landet, omkring 350 kilometer väster om regionhuvudstaden Hohhot.
Genomsnittlig årsnederbörd är 277 millimeter. Den regnigaste månaden är juni, med i genomsnitt 83 mm nederbörd, och den torraste är januari, med 1 mm nederbörd.